# ウォレアイ環礁

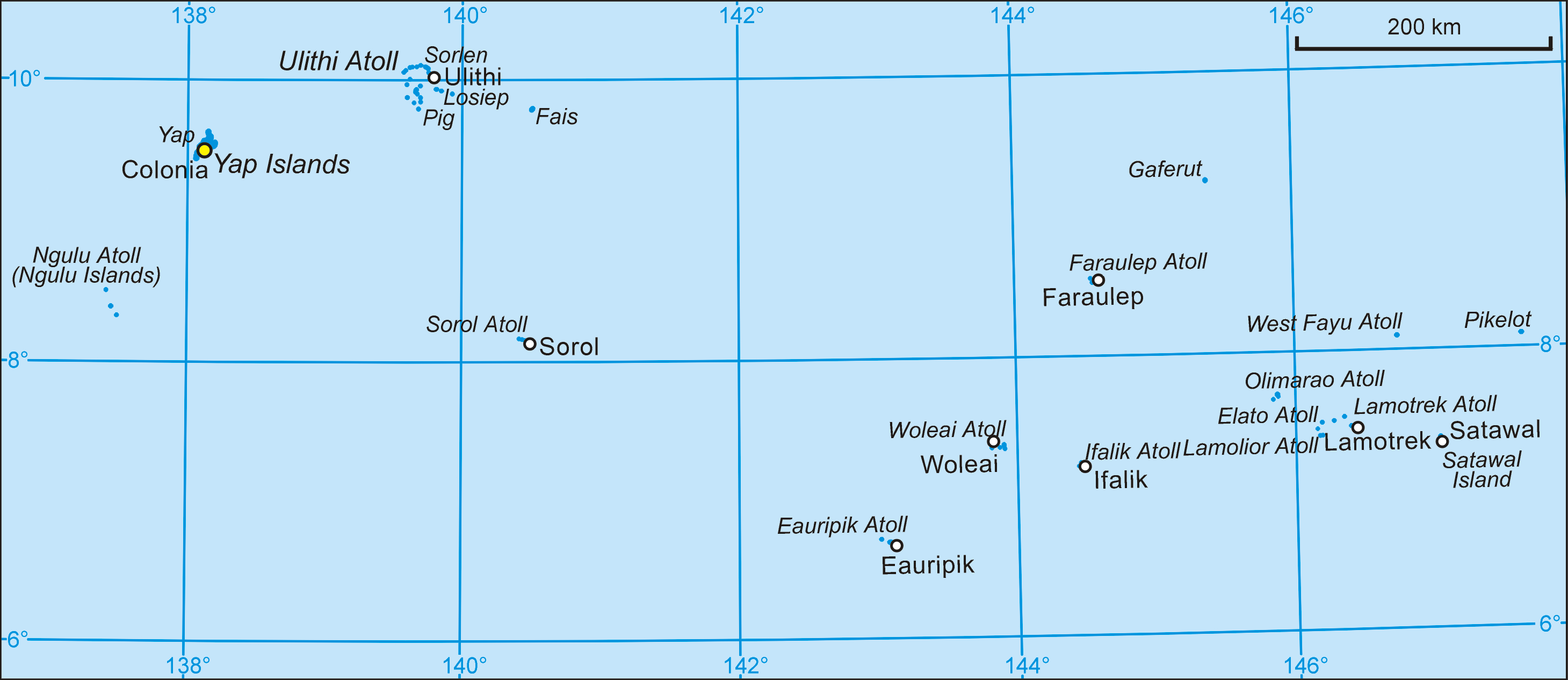
ヤップ州の地図。地図の右下の144度線に近い位置にウォレアイ環礁がある

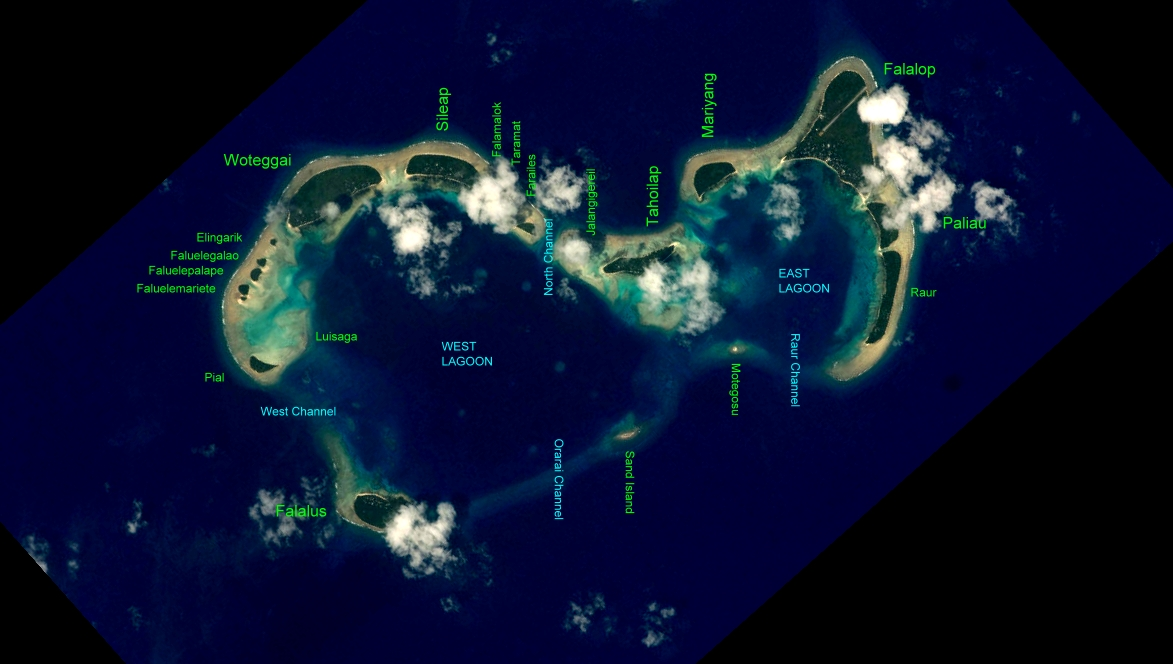
ウォレアイ環礁の写真

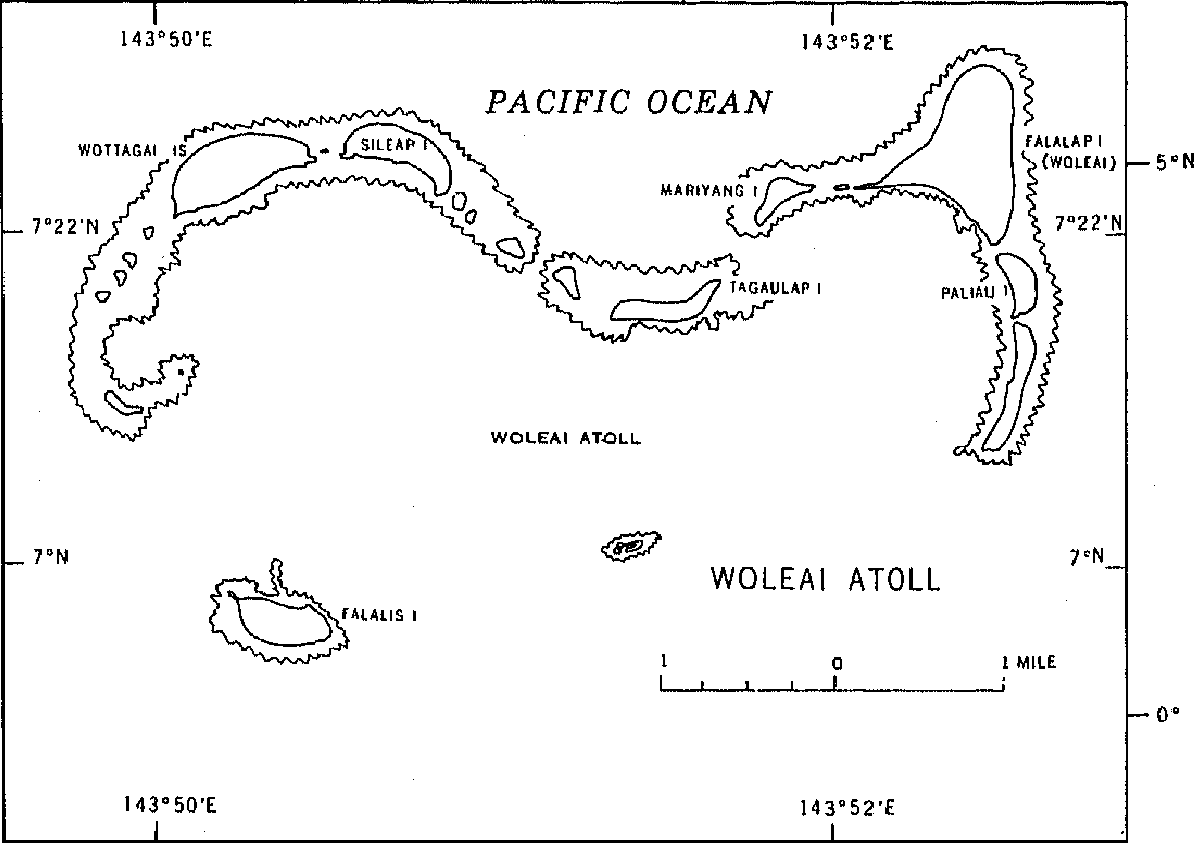
ウォレアイ環礁の地図

ウォレアイ環礁（ウォレアイかんしょう、Woleai Atoll、北緯7度22分 東経143度54分 / 北緯7.367度 東経143.900度）はカロリン諸島、ミクロネシア連邦のヤップ州にある22の小島の一群。オレアイ環礁、メレヨン環礁とも呼ばれる。

## 概要
東西8km、南北5kmの域内に点在し、各島海抜は1mから3mである。1979年にミクロネシア連邦に入った。ホテルやレストランなどはないが、高等学校がある。現在の人口はおよそ800名。
第二次世界大戦中は日本軍の小規模な基地が置かれていた。日本軍の呼称はメレヨン島。絶対国防圏強化のため1944年（昭和19年）頃より兵力を増強する。当時の残留島民120名は南西端のフラリス島に集められ、隔離されていた。
だが7月のサイパン島玉砕以後は補給が途絶え、兵員は飢餓に苦しんだ。結果的に日本軍守備隊は飢餓により事実上全滅しており（守備隊約7000名中、約5000名戦病死）、戦わずして玉砕した悲劇の島と言われている。
1945年9月10日、復員第一船として病院船高砂丸がメレヨン島に向けて舞鶴港を出港。陸軍786人、海軍840人が復員。

## 歴史
ウォレアイでは1913年にジョン・マクミラン・ブラウンによって、現地人によって書かれた固有の文字が発見された（ウォレアイ文字）。

### 太平洋戦争
第二次世界大戦中はメレヨン島と呼ばれて日本軍の基地となり、小規模の監視所が設置されていた。絶対国防圏の防御力強化、およびマリアナ諸島での戦いに備え、1944年（昭和19年）2月29日、第68警備隊・第49防空隊・第4施設部が「新興丸」でメレヨン島に到着、飛行場建設を開始する。3月1日附で第68警備隊・第49防空対は海軍第44警備隊（司令宮田嘉信海軍中佐）に改編される。当時の残留島民120名は南西端のフラリス島に集められ、隔離されていた。連絡には大発動艇を使用し、日本軍にとって貴重な食料を供給することもあった。
4月7日、メレヨン守備隊は輸送船3隻（松江丸、木津川丸、新玉丸）に分乗し、護衛艦の駆逐艦3隻（水無月、夕月、他1隻）と共にサイパン島を出港する。だが米潜水艦（シーホース）の雷撃で「新玉丸」沈没、「木津川丸」大破の損害を出して、一旦グアム島へ避退。改めてメレヨン島へ向かい、4月12日に到着。南洋五支隊（川原健太郎大佐）が合流した。しかし、直後から米軍の激しい爆撃と艦砲射撃に晒されて、折角作った飛行場も殆ど使われず（将兵の転勤等に利用）、食料の殆ど全てを揚陸直後に喪失してしまい、以後の日本軍は終戦まで極度の飢餓に苦しんだ。6月1日附で、南洋五支隊長は川原健太郎大佐（サイパンへ転勤）から北村勝三少将に交代。南洋五支隊も独立混成第五十旅団に改称された。
輸送船による上陸と補給は、1944年（昭和19年）4月12日の「松江丸」（南洋五支隊上陸、前述）、4月14日の「山陽丸」（海軍第216設営隊978名、第58碇泊場司令部メレヨン支部6名上陸）、5月6日の「祥山丸」入港、5月14日の機帆船5隻入港（バタビヤ丸、神島丸等。海軍第59防空隊259名、第44警備隊増援隊上陸）、6月4日の「第一日章丸」入港（患者療養班40名上陸）、6月4日から6日の機帆船廻航班（神力丸以下10隻。帰路、全滅）、7月15日の病院船「氷川丸」入港にとどまった。なお、メレヨン島寄港時に氷川丸は機雷に触れ、小破している。
7月中旬にサイパン島の日本軍守備隊が玉砕してサイパン島の戦いは終結、米軍はメレヨン島の日本軍守備隊を放置した。第31軍司令部の機能喪失により、メレヨン守備隊は在トラック第52師団長の指揮下に入った。
以後の補給は単独航行の潜水艦に頼らざるを得なくなり、1944年（昭和19年）10月28日の伊号第363潜水艦（糧食75トン・重油5トン揚陸、内地行き便乗者7名収容）、1945年（昭和20年）1月25日の伊号第371潜水艦、同年2月16日の伊号第366潜水艦（糧食・燃料補給。工員42名収容、3月3日呉着）、5月7日の伊369（後述）にとどまり、輸送任務に従事する潜水艦も安全とはいえなかった。
内南洋方面離島18ヶ所（自給可能7、成果不十分ながら自活中4、自給極めて困難5、自給策立たず2）には約14万2566名の将兵が展開しており（昭和20年4月14日軍令部調）、昭和20年初頭以降はトラック泊地（約4万4000名）、メレヨン島（約4,500名）、ウェーク島（約4,300名）、南鳥島（約3,200名）の他、補給を行なえなかった。
中部太平洋方面の輸送任務で伊号第365潜水艦（昭和19年11月28日沈没）、伊号第362潜水艦（昭和20年1月18日沈没）、伊号第371潜水艦が失われた。
特に伊362はメレヨン輸送のため昭和20年1月1日横須賀を出撃、1月18日（メレヨン島到着予定日の3日前）に米軍駆逐艦に撃沈されてメレヨン島に到着できなかった。伊371は1月25日にメレヨン島着後、トラック泊地へ回航。1月31日に同地を出発して横須賀に向かったあと、行方不明となった。
また沖縄戦や本土決戦が視野に入ると輸送用潜水艦も次々に人間魚雷回天の母艦に転用され、中部太平洋諸島の輸送作戦に従事していた第七潜水戦隊は3月20日附で解隊。同日編成の第16潜水隊（伊号第369潜水艦、伊号第372潜水艦、波101、波102、波104）で細々と輸送が続けられた。
上述のように、補給量は限定的であった。メレヨン島は、島全体が標高の殆どない珊瑚礁であるため農耕には向かず（2m掘ると水が湧き出す）、火薬を用いた漁による成果も部隊全体に行き渡る量はなく、食糧生産もはかどらなかった。小魚、ネズミ、ヤドカリ、トカゲ、ヤシガニは貴重な蛋白源であったという。潜水艦による4度の補給はあったものの（前述）、深刻な飢餓が発生し、終戦までに多数の餓死病死者を出している。自殺して戦病死扱いになった兵も少なくない。農作物窃盗による処刑や制裁、同士討ちによる死者もあった。
上述の1944年4月の攻撃以降は米軍は本島を放置しており、以後は上陸作戦や艦砲射撃、大規模な航空攻撃といったものは行われず、たまにB-24リベレーター爆撃機が飛来して爆撃があるのみで、これに対し日本軍の高角砲は砲員の体力不足から1発を発射するのがやっとであった。
1945年（昭和20年）3月11日夜、ウルシー環礁への特攻作戦「丹作戦」で特攻隊（銀河）を誘導した第五航空艦隊（司令長官：宇垣纏海軍中将）所属の二式飛行艇1機が着水、修理も燃料補給も出来ず水没処理された。宮田海軍守備隊司令は小森宮少尉他11名の搭乗員に対し、内地との連絡が遮断されて1年が過ぎ、暗号も更新されていないと伝えた。基地の兵は「毎日10名が餓死する生き地獄の島」とも紹介している。また北村陸軍少将が搭乗員に贈った黒塗りの箱にはサツマイモが入っていたが、これは同島における最高の褒章であった。飛行艇搭乗員は、5月7日（戦史叢書では5月10日）に、同島への補給に成功した伊号第369潜水艦に設営隊員50名と共に便乗し、同島を離れた。
梓隊を含めた特別攻撃隊について、メレヨン島守備隊の将校が陣中日誌（昭和20年3月13日付）に以下のように記述している。

### 復員
終戦後の1945年（昭和20年）9月17日、アメリカ軍と病院船「高砂丸」がメレヨン島に到着、武装解除が行われる。9月20日、「高砂丸」は全生存者を収容して出港する。9月25日夕刻別府市（九州大分県）に到着、26日に全員が下船。陸軍786名・海軍約840名が復員し、10月17日に残務処理が完了した。
防衛庁戦史室の調査によれば、配備将兵6426名（陸軍3205名、海軍3221名）中、死没者4800名（陸軍2419名、海軍2381名）、生還者1626名（陸軍786名、海軍840名）となっている。厚生省援護局資料によれば、陸軍総員3404名・戦没2533名・転属237名・サイパン後送62名・復員572名・別府入院患者207名。海軍第44警備隊資料では、海軍総員3290名・戦病死2253名・戦死175名・内地後送63名・復員799名。
帰還状況については、1945年（昭和20年）10月3日、陸軍大臣下村定から昭和天皇に上奏され、守備隊の復員の状況について御嘉賞の言葉があった。

### 戦後
1946年（昭和21年）、文部大臣安倍能成は雑誌『世界』2月号において「メレヨン島の悲劇」という記事を発表、メレヨン島生存者の手紙を引用しつつ「同島将校は食糧を独占してほぼ全員復員した」と述べる。現職文部大臣の執筆であるため、反響は極めて大きく復員局法務調査部が調査を開始した。調査の結果、戦況から違反者（食糧統制を乱す行為）に対する処罰はやむを得ず、将校に責任を問う根拠もなく、違法性なしという結論に至った。
同年7月18日、メレヨン島海軍側指揮官宮田嘉信海軍大佐は自決。
安倍大臣は時事新報（昭和21年7月20日附）に『メレヨンの悲劇について』を寄稿、幹部の「兵は唯己一人のみを考へればよかったが、将校には部下があり、任務があつて良心的将校は絶へず部下のこと、任務等が念頭を離れなかつたことを訴へたい」という主張を引用し、「さういふこともあらう。」と述べている。
最高指揮官北村勝三陸軍少将は遺族への訪問を一年がかりで終え、1947年（昭和22年）8月15日に自決した。
終戦後、メレヨン島守備隊関係者は六次にわたるメレヨン島訪問を実施。草鹿任一海軍中将を団長とした第二次南方方面遺骨収集派遣団がメレヨン島を訪れた際。島民は水深8mに沈んだ二式大艇を特攻機と説明したが、これは3月12日に水没処理された機体であり、搭乗員は潜水艦で帰還している。1966年（昭和41年）5月29日（慰霊碑文面4月10日附）、全国メレヨン会員一同によって福山市（備後護国神社）に慰霊碑が建設された。1974年（昭和49年）には札幌市、1982年（昭和57年）にはメレヨン島に慰霊碑が建立された。

## 電力
現在は発電設備があり給電されている。他にも小型の携帯型発電機を備える家もある。

## 交通
ヤップから船便のほか、航空便が隔週1便運航されている。チャーター便も可能である。入島の際はリーダー会議「カウンシル・オブ・タモル」から入島許可証を発行してもらう。